# Cañón del Apurímac
El Cañón del Apurímac que al igual que el río que fluye en su fondo y que lo formó y del cual lleva el nombre, discurre formando un límite natural entre los departamentos de Apurímac y Cuzco. Ubicado este aproximadamente a 90 km de Abancay, su cuenca es de 350 km² y tiene  4,691 m de profundidad. Está rodeado por la cordillera de Vilcabamba. Es muy adecuado para la práctica de algunos deportes acuáticos el río Apurímac, como es el caso del canotaje, y en las inmediaciones del cañón, se hace muy tentadora la práctica del senderismo [trekking en inglés].
Cerca de allí, en el lado del departamento del Cuzco y a menos de 5 km se encuentra el complejo arqueológico de Choquequirao.

## Toponimia
El nombre Apurímac proviene del quechua Apu (divinidad de las montañas) y de "Rimac," (el que conversa o el que habla; así al nombre del rio Rimac de Lima, se lo interpreta como "El rio hablador"), por ello algunos, esta combinación de significados lo interpretan como "gran orador" (una interpretación más plausible es el de ser considerado intermediador entre el hombre y la divinidad, es decir: "Aquel que habla con las divinidades de las montañas," que son los Apus). De hecho, las aguas turbulentas braman y resuenan (como si hablaran en el lenguaje de la naturaleza) en los flancos de la montaña cuyas pendientes pueden ir desde 5000 m a 500 en una enorme garganta.

## Profundidad
En el Perú se encuentran 3 de los cañones más profundos del planeta. Después del cañón más profundo de la tierra, que es el Cañón de Yarlung Tsangpo con 5,590 m ubicado en China, en seguida casi en orden seguido vienen los 3 cañones del Perú. Estos son por orden de profundidad: El segundo cañón más profundo del mundo: El Cañón del Apurímac con 4,691 m, ubicado en el límite departamental entre Apurímac y Cuzco. En tercer lugar se ubica el Cañón de Kali Gandaki con 4,375 m de profundidad ubicado en Nepal. El cuarto lugar lo tiene el Cañón del Colca, con una profundidad de 4,160 m, ubicado en la provincia de Caylloma, en el departamento de Arequipa, Perú. En quinto lugar se ubica el Cañón de Cotahuasi, con una profundidad de 3,535 m, localizado en la provincia de La Unión, también en Arequipa. En sexta posición se encuentra el Cañón Pilaya, localizado en el departamento de Tarija, en Bolivia y tiene una depresión de 3,030 m de profundidad, y solo en la séptima posición se ubica el famoso Cañón del Colorado, el cual apenas tiene una profundidad de 2,133 m, y parece que lo llaman “El Gran Cañón,” debido a la amplitud de la parte profunda del mismo (la cual varia de 6 a 29 km de anchura) y al hecho de que los primeros exploradores que lo vieron, nunca habían visto nada semejante en todas sus exploraciones, además del hecho que este tiene 350 km de longitud.